# Temnothorax chunfen
Temnothorax chunfen (лат.) — вид мелких муравьёв рода Temnothorax из подсемейства мирмицины (Formicidae). Встречается в Китае.

## Этимология
Видовое название T. chunfen происходит от слова «Chunfen» (春分, «чуньфэн», «весеннее равноденствие»), обозначающего один из 24 сроков (знаков зодиака) традиционного Китайского солнечного календаря (знак Овена, с 21 марта).

## Распространение
Китай: уезд Дечен Дечен-Тибетского автономного округа провинции Юньнань.

## Описание
Мелкие муравьи (менее 3 мм), голова гладкая и блестящая, основная окраска тела чёрновато-коричневая. Новый вид сходен с T. congruus Smith, 1874, но отличается от него полностью гладкой спинной поверхностью головы, относительно более коротким утолщением петиоля с более узкой вершиной и коричневато-чёрным цветом тела, брюшко чёрное; у T. congruus спинная поверхность головы грубо продольно морщтнистая на центральной области, утолщение петиоля относительно более длинное с более широкой вершиной, цвет тела красновато-коричневый, брюшко чёрное. Новый вид также сходен с T. qingming, но отличается от него пронотум и мезонотальный дорсум гладкие, при боковом виде проподеальные шипы короче их базальной ширины, узел петиоля относительно выше, примерно в 0,8 раз больше длины петиоля; у T. qingming переднеспинка и мезонотальный отдел мелко сетчатые, при боковом виде проподеальные шипы длиннее их базальной ширины, узел петиоля относительно ниже, примерно в 0,6 раза больше длины петиоля. Заднегрудь угловатая, с короткими проподеальными шипиками. Грудь и голова сверху с морщинками, профиль ровный, без промезонотального и метанотального шва. Брюшко гладкое и блестящее. Усики 12-члениковые. Вид был впервые описан в 2024 году китайскими мирмекологами Yu-Han Qian и Zheng-Hui Xu (Southwest Forestry University, Куньмин, Юньнань) по типовым материалам из Китая.

### Комментарии
1. ↑  В западном календаре это соответствует первой половине зодиакального знака Овена (с 21 марта), а в переводе означает «весеннее равноденствие». Второй половине соответствует qīngmíng и назван вид Temnothorax qingming.